# Hyochang-Stadion
Das Hyochang-Stadion (kor. 효창운동장) ist ein Fußballstadion in der südkoreanischen Stadt Seoul. Das Stadion wurde für die Fußball-Asienmeisterschaft 1960 erbaut und fasste damals 30.000 Zuschauer. Der Amateurverein Seoul United FC nutzte das Stadion von 2009 bis 2010. Seit 2009 wird es von Seoul WFC genutzt. Der Verein spielt aktuell (2017) in der WK-League, der höchsten Frauenfußball-Spielklasse Südkoreas.